# 장진영 (배우)
장진영(한국 한자: 張眞英, 1972년 6월 14일 ~ 2009년 9월 1일)은 대한민국의 배우였다.
1993년 미스 대전·충남 진으로 뽑힌 후 광고 모델로 활동하다가 1997년 KBS 드라마 《내 안의 천사》에 출연하며 배우로 데뷔했고, 1999년 《자귀모》로 영화에 데뷔했다. 2001년 《소름》과 2003년 《싱글즈》로 청룡영화상 여우주연상을 두 차례 받았고, 2006년 《연애, 그 참을 수 없는 가벼움》으로 대한민국영화대상 여우주연상을 받았다. 2008년 9월 위암 진단을 받고 투병했으나, 병세가 악화되어 2009년 9월 1일, 위암으로 사망하였다. (항년 37세)

## 학력
- 전주초등학교 (졸업)
- 기전여자중학교 (졸업)
- 전주중앙여자고등학교 (졸업)
- 상명여자대학교 의상학과 (졸업)

## 생애

### 데뷔전 삶과 무명 시절 활동
장진영은 1972년 6월 14일 전라북도 임실군에서 장길남과 백귀자의 2녀 중 차녀로 태어났다. 초·중·고교 시절은 전주에서 보냈다. 전주중앙여자고등학교 재학 시절에는 까만 피부와 눈에 띄는 미모로 ‘흑장미’라는 별명으로 불리기도 했다. 어려서부터 피아노를 배워 원래는 음대에 진학해 피아노를 전공할 생각이었으나, 고등학교 3학년 때 패션에 관심을 갖고 진로를 바꿔 상명여자대학교 의상디자인학과에 진학하였다. 장진영은 의상학과 졸업작품 모델을 하게 되면서 세리 미용실 이훈숙 원장의 추천으로 미스코리아 선발대회에 나가 1993년 미스 대전·충남 진으로 뽑혔으나 본선에서는 입상하지 못하였다.
이후 광고 모델로 활동하던 장진영은 1997년 1월부터 방송된 KBS 미니시리즈 《내 안의 천사》에 권오중(박남현 역)의 상대역인 공대 대학원생 안소연 역으로 출연하며 배우로 데뷔하였다. 그녀는 같은 해 KBS 일요아침드라마 《오늘은 왠지》, 단막극인 《MBC 베스트극장》, 《KBS 드라마 스페셜》, MBC 《남자 셋 여자 셋》, KBS 전설의 고향 《 도미의 처 》 등에 출연하며 연기 경력을 쌓아나갔다. 다음해인 1998년에는 SBS 시트콤 《순풍산부인과》에 표인봉(표인봉 간호사 역)과 커플인 장진영 간호사 역으로 출연하였고, MBC 주말연속극 《마음이 고와야지》에 선우용녀(강진진 역)의 셋째 딸 이현지 역으로 출연하였다. 《마음이 고와야지》는 주연을 맡은 이승연의 활동 중단과 시청률 부진으로 조기종영하였다. 장진영은 또 같은 해 MBC 수목드라마 《수줍은 연인》에서 감우성(최명일 역)의 약혼녀인 초등학교 교사 강은혜 역을 맡았고, KBS 시트콤 《싱싱 손자병법》에도 출연했다. 1999년에는 MBC 미니시리즈 《흐르는 것이 세월뿐이랴》에 출연하였고, 주영훈과 함께 KBS 시사 패러디 프로그램 《시사터치 코미디 파일》의 진행을 맡기도 했다.

### 영화 무대로의 진출과 명성

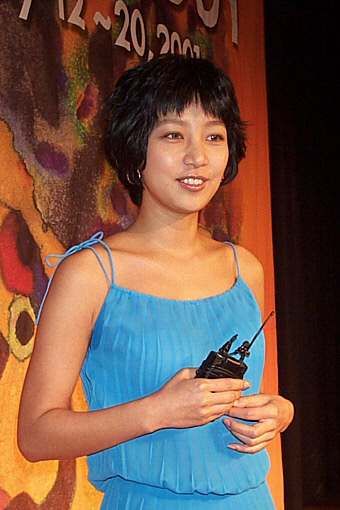
2001년 6월 12일 아트선재센터에서 열린 제5회 부천국제판타스틱영화제 기자회견에서의 장진영.

장진영은 1999년 8월 개봉한 《자귀모》로 영화계에 데뷔하였다. 김희선, 이성재, 차승원 등이 출연한 《자귀모》에서 장진영은 이성재(칸토라테스 역)의 전 연인 서영은 역을 맡았다. 다음 작품인 《반칙왕》(2000년)에는 장항선(장칠삼 관장 역)의 딸이자 트레이너인 장민영 역으로 출연했고, 《싸이렌》(2000년)에는 신현준(임준우 역)의 연인 하예린 역으로 출연했다.
장진영은 이후 2001년 김명민과 함께 출연한 윤종찬 감독의 영화 《소름》으로 본격적으로 주목을 받기 시작했다. 그녀가 맡은 역할은 낡은 아파트에서 아이까지 잃어버리고 가정폭력에 시달리며 줄담배를 피워대는 피폐한 여자 선영 역이었다. 이 작품은 2001년 제5회 부천국제판타스틱영화제 폐막작으로 첫 공개되었으며, 장진영은 영화제의 공식 페스티벌 레이디로 선정되기도 했다. 《소름》은 흥행에는 실패했지만 장진영의 연기는 호평을 받았고, 그녀는 이 작품으로 부산영화평론가협회상 신인여우상, 청룡영화상 여우주연상, 디렉터스 컷 올해의 여자 연기자상을 수상했다. 또 이듬해 판타스포르투에서도 여우주연상을 수상하였다. 장진영은 다음 작품인 로맨스 영화 《오버 더 레인보우》(2002년)에서 이정재(이진수 역)의 상대역인 강연희를 연기했고, 김하인의 동명 소설을 원작으로 한 멜로 영화 《국화꽃 향기》(2003년)에서는 박해일(서인하 역)의 상대역으로 아이를 낳고 죽음을 맞는 위암 환자 민희재를 연기했다. 곧이어 출연한 《싱글즈》(2003년)에서 그녀는 서른을 눈앞에 두고 있는 디자이너 나난 역을 맡았는데, 이 작품은 전국관객 220만 명을 동원하며 흥행하였다. 이 영화는 이후 출연작까지 포함한 장진영의 전 작품 중 가장 많은 관객수를 기록하였다. 장진영은 이 작품으로 《소름》(2001년)에 이어 다시 한번 청룡영화상 여우주연상을 수상하였다. 《싱글즈》는 장진영의 사후 영화 예매 사이트인 맥스무비가 실시한 누리꾼을 대상으로 한 인터넷 투표에서 ‘장진영을 떠올리면 가장 먼저 생각나는 영화’로 뽑히기도 했다.
장진영의 다음 작품은 《소름》의 윤종찬이 감독을 맡아 일제강점기 여성 비행사 박경원(장진영 분)의 이야기를 담은 《청연》(2005년)이었다. 그러나 장진영을 전면에 내세운 이 작품은 개봉을 앞두고 박경원의 친일 문제가 불거졌으며, 박경원이 한국 최초의 여성 비행사인지 논란이 일면서 ‘최초의 여류 비행사’라는 홍보 문구를 ‘최초의 민간인 여류 비행사’로 바꿔야 했다. 2005년 12월 《왕의 남자》, 《나니아 연대기: 사자, 마녀 그리고 옷장》 등과 함께 개봉한 《청연》은 결국 전국관객 54만 명을 동원하는데 그치며 흥행에 실패하였다. 그녀는 이 작품으로 대종상 여우주연상 후보에 올랐고, 한국영화평론가협회상 여자연기자상을 수상했다. 다음 해인 2006년에는 영화 《연애, 그 참을 수 없는 가벼움》에 김승우(영훈 역)의 상대역인 술집 여자 연아 역으로 출연하였다. 이 작품은 전국관객 약 67만 명을 기록했다. 그녀는 이 작품으로 청룡영화상 여우주연상 후보에 올랐고, 대한민국영화대상 여우주연상, 황금촬영상 최우수 여우주연상을 수상했다.
장진영은 이후 2007년 120억원이 투입된 SBS의 블록버스터 드라마 《로비스트》의 주연으로 8년여 만에 텔레비전에 복귀하였다. 송일국, 한재석, 허준호, 김미숙 등이 출연한 이 작품에서 장진영은 아버지와 언니를 잃고 복수를 위해 무기 로비스트가 된 마리아 유를 연기했다. 장진영은 당시 드라마 방송을 앞두고 인터뷰에서 “이제까지 찍은 것 중 가장 힘들었던 것 같아요. 한 6~7kg정도 빠진 것 같아요.”라고 소감을 밝히기도 했다. 10월부터 12월까지 방송된 《로비스트》는 시청률에서 당시 같은 시간대에 MBC에서 방송되던 《태왕사신기》에 밀렸고, 진부한 이야기와 시청자들의 공감을 사지 못하는 캐릭터 등으로 실패한 드라마라는 평가를 받았다. 《로비스트》는 평균시청률 12.9%, 최고시청률 19.8%를 기록했다(AGB닐슨).

### 위암 투병과 결혼, 사망
장진영은 드라마 《로비스트》 이후 2008년 1월 주위의 소개로 국회부의장을 지낸 전 국회의원 김봉호의 아들이자 건설 시행사 이사인 김영균을 만나 교제하며 휴식 시간을 가졌다. 그러던 같은 해 9월 속쓰림, 신물이 넘어오는 증상 등으로 서울대 강남검진센터에서 내시경 및 CT 촬영 등 검진을 받았다. 위암 4기 진단을 받은 그녀는 10월 2일부터 서울대학교병원에서 항암치료를 시작했다. 항암주사를 맞으며, 소속사의 소개로 구당 김남수에게 침뜸치료도 병행하였다. 항암치료 후 암세포가 전이된 림프관이 정상 크기로 줄어드는 등 호전을 보여 위절제술 시행 여부가 논의되기도 했으나, 이듬해인 2009년 2월 항암제에 내성이 생기며 다시 전이가 진행되어 수술은 할 수 없게 되었다. 이후 침뜸치료 등은 중단하고 항암제를 바꿔 치료를 계속했으나 상태는 호전되지 않고 전이는 계속 진행되었다. 항암제의 부작용으로 머리카락이 빠지고 면역력이 약해져 대상포진에 걸리기도 했다.
아니야, 이제 이틀만 더 하면 끝나. 그럼 나을 수 있는데 여기서 멈출 수는 없어. 자기야! 그러지 마! 마지막 희망일 수도 있잖아. 견딜 수 있어. 아니, 끝까지 치료받고 나서 다 나을 거야! 
그러던 중 장진영은 한 성형외과 원장에게 암을 100% 완치시킬 수 있는 병원이 있다는 말을 듣고, 항암제와 약을 중단하고 2009년 6월 26일 출국해 미국을 거쳐 멕시코 티후아나에 있는 병원에 가서 방사선 치료를 받았다. 소식을 들은 서울대병원의 담당 의사는 잘못된 치료라고 반대하였으나, 그녀는 부작용으로 배꼽이 납작해질 정도로 배가 불러오고 심한 설사가 계속됨에도 나을 수 있다고 믿으며 2주에 걸쳐 끝까지 치료를 받았다. 방사선 치료를 마친 후 장진영의 몸무게는 10kg이 빠져 있었다. 이후 미국에서 요양하며 7월 26일 라스베이거스에서 김영균과 결혼식을 올렸다. 장진영은 멕시코에 오기 전 이미 한국에서 김영균에게 청혼을 받은 바 있었다. 결혼식 후 심한 허리통증으로 7월 31일 한국으로 돌아와 다시 검사를 한 결과 암은 이미 척추뼈까지 전이가 진행된 상태였다. 장진영의 몸 상태가 좋지 않아 항암치료도 받을 수 없는 상태였고, 진통제로 통증을 경감시키는 수밖에 없었다. 이후 상태는 계속 악화되어 8월 31일 강남성모병원으로 옮겨 호스피스 치료를 받다가 결국 2009년 9월 1일 오후 4시 3분에 사망했다.

## 사망 이후

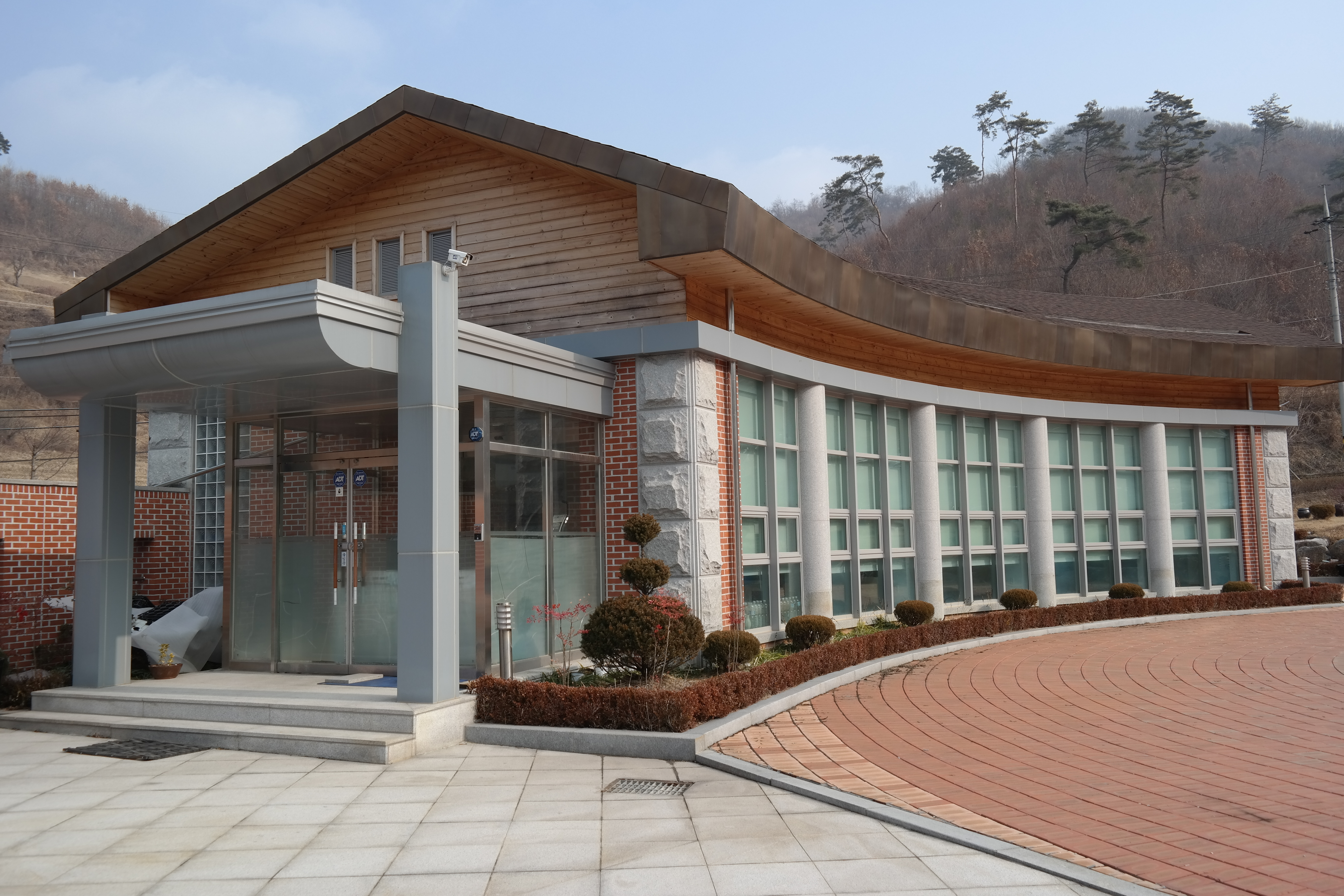
장진영 기념관.

장진영의 시신은 2009년 9월 4일 화장되었고, 유해는 분당 스카이캐슬 추모공원 5층 천상관에 마련된 ‘영화배우 장진영관’에 안치되었다. 이후 장진영의 유해는 2010년 말 그녀의 아버지가 개관을 준비 중이던 장진영 기념관으로 옮겨졌다. 전북 임실군 운암면 사량리(사양리)에 위치한 장진영 기념관은 2011년 5월 14일 개관하였다. 또 그녀의 아버지는 장학사업을 위해 계암장학재단을 설립하였다. ‘계암’은 장진영의 호이자 선산이 위치한 곳(계암 마을)의 지명이기도 하다.
남편 김영균은 2009년 12월 장진영과의 만남과 투병 생활, 결혼 등을 다룬 책 《그녀에게 보내는 마지막 선물》을 출간했다. 2010년 9월 3일 MBC는 《MBC 스페셜》 〈장진영의 마지막 1년〉 편을 통해 미국에서 올린 결혼식 영상 등을 최초로 공개했다.

## 수상 및 후보
| 연도 | 시상식                      | 부문                       | 작품                         | 결과 |
| ---- | --------------------------- | -------------------------- | ---------------------------- | ---- |
| 1998 | MBC 연기대상                | 여자 신인연기상            | 마음이 고와야지, 수줍은 연인 | 후보 |
| 1999 | 제20회 청룡영화상           | 신인여우상                 | 자귀모                       | 후보 |
| 2001 | 제2회 부산영화평론가협회상  | 신인여우상                 | 소름                         | 수상 |
| 2001 | 제22회 청룡영화상           | 여우주연상                 | 소름                         | 수상 |
| 2001 | 제4회 디렉터스 컷 시상식    | 올해의 여자연기자상        | 소름                         | 수상 |
| 2002 | 제22회 판타스포르투         | 여우주연상                 | 소름                         | 수상 |
| 2002 | 제38회 백상예술대상         | 영화부문 여자 최우수연기상 | 소름                         | 후보 |
| 2003 | 제2회 대한민국영화대상      | 여우주연상                 | 싱글즈                       | 후보 |
| 2003 | 제24회 청룡영화상           | 여우주연상                 | 싱글즈                       | 수상 |
| 2003 | 제24회 청룡영화상           | 인기스타상                 | 싱글즈                       | 수상 |
| 2006 | 제42회 백상예술대상         | 영화부문 여자 최우수연기상 | 청연                         | 후보 |
| 2006 | 제43회 대종상               | 여우주연상                 | 청연                         | 후보 |
| 2006 | 제5회 대한민국영화대상      | 여우주연상                 | 연애, 그 참을 수 없는 가벼움 | 수상 |
| 2006 | 제26회 한국영화평론가협회상 | 여우주연상                 | 연애, 그 참을 수 없는 가벼움 | 수상 |
| 2006 | 제27회 청룡영화상           | 여우주연상                 | 연애, 그 참을 수 없는 가벼움 | 후보 |
| 2007 | 제43회 백상예술대상         | 영화부문 여자 최우수연기상 | 연애, 그 참을 수 없는 가벼움 | 후보 |
| 2007 | 제30회 황금촬영상           | 최우수 여우주연상          | 연애, 그 참을 수 없는 가벼움 | 수상 |
| 2007 | 제20회 그리메상             | 최우수 여자연기자상        | 로비스트                     | 수상 |
| 2007 | SBS 연기대상                | 미니시리즈부문 여자 연기상 | 로비스트                     | 후보 |
| 2009 | 제2회 스타일 아이콘 어워즈  | 특별상                     | 빈칸                         | 수상 |
| 2009 | 제30회 청룡영화상           | 특별상                     | 빈칸                         | 수상 |
| 2009 | 제12회 디렉터스 컷 어워즈   | 추모패                     | 빈칸                         | 수상 |

## 가족 관계
- 아버지: 장길남(1935년 ~ 2024년 5월 16일)
- 어머니: 백귀자
- 언니 1명
- 자녀: 없음

### 내용주
1. ↑  장진영은 생전 활동 당시 출생일이 1974년 6월 14일로 알려져 있었고 실제는 1971년생이라는 이야기가 있었으나, 사망 후 밝혀진 정확한 출생일은 1972년 6월 14일이다. 이는 사후 공개된 유골함 사진 및 1993 미스 대전·충남 참가신청서 등을 통해 확인가능하다. 2010년 9월 3일 방송된 《MBC 스페셜》 494회 〈장진영의 마지막 1년〉 편에서도 그녀의 생일을 1972년 6월 14일로 전했다.
2. ↑  상명여자대학교는 1996년 남녀공학으로 바뀌면서 상명대학교로 교명을 변경하였다.
3. ↑  세리 미용실은 김성령, 오현경, 이승연 등 다수의 미스코리아를 배출한 곳이다.
4. ↑  1993년 당시 장진영은 보수적인 집안 분위기 때문에 가족(특히 아버지)에게 알리지 않고 미스코리아 선발대회에 참가하였다. (출처: 《MBC 스페셜》 494회).
5. ↑  김영균이 서울대병원의 담당 의사에게 방사선 치료는 효과가 없고 오히려 정상 장기만 손상되므로 즉시 돌아와야 한다는 말을 듣고 멕시코에 와서 부작용에 시달리는 그녀를 보고 돌아가자고 했을 때 장진영이 한 말이다.
6. ↑  장진영은 자신의 생일인 2009년 6월 14일 김영균에게 청혼을 받았다. 김영균은 장진영이 사망하기 4일 전인 2009년 8월 28일 성북구청에서 혼인신고를 하였다. 그들의 결혼 사실은 장진영의 사망 직후 언론을 통해 세상에 알려졌다. (출처).
7. ↑  김영균은 《그녀에게 보내는 마지막 선물》 288쪽에서 장진영의 사망시각을 2009년 9월 1일 오후 4시 정각으로 쓰고 있다.

### 참조주
1. ↑  장진영 기념관, 고인 고향 임실 설립 14일 개관
2. ↑  양지웅 (2009년 10월 19일). “故 장진영 49재, `취재진에 공개된 고인의 유골함`”. 한국경제. 2012년 7월 31일에 확인함.
3. ↑  네이버. “네이버 인물정보 - 장진영”. 2014년 1월 6일에 확인함.
4. ↑  이인경 (2009년 10월 26일). “[T-뉴스 단독입수] '스타메모리 7탄-장진영', ① 백일 사진”. 스포츠조선. 2014년 1월 6일에 원본 문서에서 보존된 문서. 2014년 1월 6일에 확인함.
5. ↑  김용운 (2009년 9월 2일). “장진영 부친 "언론과 국민들의 애도 고맙다"”. 이데일리. 2014년 1월 8일에 확인함.
6. ↑  이인경 (2009년 10월 28일). “[스타메모리 7탄] ③ 장진영, 전주중앙여고 흑장미로 유명세”. 스포츠조선. 2014년 1월 8일에 원본 문서에서 보존된 문서. 2014년 1월 7일에 확인함.
7. 1 2  김미영 (2003년 10월 31일). “[스타탐구] 장진영 - 보이시한 이미지에서 풍기는 섹시미, 영화계 대표배우로”. 《주간한국》. 2014년 1월 15일에 확인함.
8. ↑  《MBC 스페셜 (494회)》 (텔레비전 프로그램). 서울, 대한민국: MBC. 2010년 9월 3일.  15분. 2014년 1월 19일에 확인함.
9. ↑  홍정원 (2007년 9월 20일). “장진영 “의상학과 작품 모델 나섰다 미스코리아 돼””. 뉴스엔. 2014년 1월 8일에 확인함.
10. ↑  이유진 (2013년 9월). “‘미스코리아 대모’ 이훈숙의 그때, 그녀들 이야기”. 《레이디경향》. 2014년 1월 8일에 확인함.
11. ↑  김갑식 (1997년 1월 6일). “CF스타 장진영 신데렐라 탤런트 떴다”. 동아일보. 17면. 2012년 5월 16일에 확인함.
12. ↑  오관철 (1997년 1월 21일). “CF신데렐라'화려한 외출'”. 경향신문. 35면. 2014년 1월 15일에 확인함.
13. ↑  김성한 (2009년 9월 1일). “17년 장진영 발자취… 어떤 모습?”. 스포츠한국. 2014년 1월 15일에 확인함.
14. ↑  이수진 (1998년 5월 1일). “MBC 새주말극 ‘마음이..’ 웃음과 풍자 넘치는 홈멜러物”. 문화일보. 2014년 1월 15일에 확인함.
15. ↑  “MBC'마음이…'조기종영 내달19일'사랑과…'방영”. 동아일보. 1998년 8월 29일. 20면. 2014년 1월 15일에 확인함.
16. ↑  김화영 (1999년 8월 27일). “KBS-2 `시사터치...', 내달 MC교체”. 연합뉴스. 2014년 1월 15일에 확인함.
17. ↑  배장수 (1999년 8월 13일). “매력적인 귀신들의 로맨스 '자귀모'내일 개봉”. 경향신문. 29면. 2014년 1월 15일에 확인함.
18. ↑  정경문 (2000년 10월 20일). “[장진영] 본격 멜로연기 장진영 A+”. 한국일보. 2014년 1월 15일에 확인함.
19. ↑  정지연 (2001년 7월 12일). “부천판타스틱영화제 페스티벌 레이디 장진영, 우리 같이 즐겨요”. 《씨네21》. 2014년 1월 16일에 확인함.
20. ↑  부산영화평론가협회 (2001년 11월 5일). “제2회 부산영화평론가협회상 수상작입니다.”. 2014년 1월 17일에 원본 문서에서 보존된 문서. 2014년 1월 17일에 확인함.
21. ↑  특별취재반 (2001년 12월 12일). “영화 제22회 청룡영화상 수상자 소감”. 스포츠조선. 2014년 1월 16일에 원본 문서에서 보존된 문서. 2014년 1월 16일에 확인함.
22. ↑  전상희 (2001년 12월 30일). “장진영, 젊은 감독이 뽑은 올해의 여배우”. 스포츠조선. 2014년 1월 16일에 원본 문서에서 보존된 문서. 2014년 1월 17일에 확인함.
23. ↑  이희용 (2002년 3월 3일). “「소름」 판타스포르토에서 3개부문 수상”. 연합뉴스. 2014년 1월 16일에 확인함.
24. ↑  김소희 (2002년 5월 14일). “[Review] 오버 더 레인보우”. 《씨네21》. 2014년 1월 16일에 확인함.
25. ↑  “7년 '해바라기'끝 얻은 사랑…불치병으로 이별”. 한국일보. 2003년 2월 19일. 2014년 1월 16일에 확인함.
26. ↑  씨네21. “영화정보 - 싱글즈 (2003)”. 2014년 1월 17일에 확인함.
27. 1 2 3  영화진흥위원회. “KOFIC 영화관 입장권 통합전산망”. 2019년 12월 27일에 원본 문서에서 보존된 문서. 2014년 1월 17일에 확인함.
28. ↑  유재혁 (2003년 8월 11일). “살인의 추억·장화,홍련 등 잇따라 흥행대박..최재원 <아이픽처스 대표>”. 한국경제. 2014년 1월 17일에 확인함.
29. 1 2  컨텐츠팀 (2009년 9월 2일). “[뉴스] 네티즌 58.5%, 故 장진영하면 <싱글즈> 가장 생각나”. 맥스무비. 2014년 2월 24일에 원본 문서에서 보존된 문서. 2014년 2월 6일에 확인함.
30. ↑  “[청룡영화상] 여우주연상 장진영”. 스포츠조선. 2003년 12월 12일. 2014년 1월 17일에 원본 문서에서 보존된 문서. 2014년 1월 17일에 확인함.
31. ↑  정혜주 (2005년 12월 19일). “제국주의의 치어걸, 누가 미화하는가”. 오마이뉴스. 2014년 1월 17일에 확인함.
32. ↑  정혜주 (2005년 12월 23일). “우리나라 최초의 여자 비행사는 누구인가”. 오마이뉴스. 2014년 1월 17일에 확인함.
33. ↑  이상훈 (2006년 1월 17일). “'청연' '야수' '태풍' 빅3 영화 흥행 큰재미 못봤다”. 서울경제. 2014년 1월 16일에 원본 문서에서 보존된 문서. 2014년 1월 17일에 확인함.
34. ↑  윤고은 (2006년 6월 20일). “'왕의 남자', 대종상 역대 최다 노미네이트”. 연합뉴스. 2014년 1월 17일에 확인함.
35. ↑  김준억 (2006년 12월 17일). “영평상 최우수작품상에 '가족의 탄생'”. 연합뉴스. 2014년 1월 17일에 확인함.
36. ↑  김성원 (2006년 11월 30일). “제27회 청룡영화상 여우주연상 후보 6명”. 스포츠조선. 2014년 2월 1일에 원본 문서에서 보존된 문서. 2014년 1월 17일에 확인함.
37. ↑  전형화 (2006년 11월 19일). “'연애참' 장진영, 영화대상 여우주연상 수상”. 스타뉴스. 2014년 1월 17일에 확인함.
38. ↑  “황금 촬영상 - 역대수상내역”. 2014년 1월 16일에 원본 문서에서 보존된 문서. 2014년 1월 17일에 확인함.
39. ↑  전영선 (2007년 9월 7일). “장진영 “로비스트役 확 끌렸어요””. 문화일보. 2014년 1월 17일에 확인함.
40. ↑  《생방송 TV연예 (144회)》 (텔레비전 프로그램). 서울, 대한민국: SBS. 2007년 9월 19일.  28분40초. 2014년 2월 2일에 원본 문서에서 보존된 문서. 2014년 1월 19일에 확인함.
41. ↑  김태은 (2007년 12월 26일). “26일 종영 '로비스트', 구닥다리 설정으로 참패”. 스타뉴스. 2014년 1월 19일에 확인함.
42. ↑  이승우 (2007년 12월 27일). “연기파 장진영, 안방 복귀 실패 왜?”. 스포츠조선. 2014년 2월 2일에 원본 문서에서 보존된 문서. 2014년 1월 19일에 확인함.
43. ↑  윤고은 (2007년 12월 27일). “SBS '로비스트' 시청률 13%로 쓸쓸히 종영”. 연합뉴스. 2014년 1월 19일에 확인함.
44. ↑  김영균, 《그녀에게 보내는 마지막 선물》, 14쪽.
45. ↑  《MBC 스페셜 (494회)》 (텔레비전 프로그램). 서울, 대한민국: MBC. 2010년 9월 3일.  3분. 2014년 1월 19일에 확인함.
46. ↑  정경희 (2009년 9월 3일). “김봉호 전 국회의원, 故 장진영 며느리 존재 인정”. 스포츠조선. 2014년 2월 2일에 원본 문서에서 보존된 문서. 2014년 1월 20일에 확인함.
47. ↑  김영균, 《그녀에게 보내는 마지막 선물》, 161-164쪽.
48. ↑  김영균, 《그녀에게 보내는 마지막 선물》, 173-178쪽.
49. ↑  김영균, 《그녀에게 보내는 마지막 선물》, 187-188쪽.
50. ↑  김영균, 《그녀에게 보내는 마지막 선물》, 194-199쪽.
51. ↑  김영균, 《그녀에게 보내는 마지막 선물》, 209쪽.
52. ↑  김영균, 《그녀에게 보내는 마지막 선물》, 223-224쪽.
53. ↑  김영균, 《그녀에게 보내는 마지막 선물》, 246쪽.
54. ↑  김영균, 《그녀에게 보내는 마지막 선물》, 225-226쪽.
55. ↑  김영균, 《그녀에게 보내는 마지막 선물》, 241-249쪽.
56. ↑  김영균, 《그녀에게 보내는 마지막 선물》, 247쪽.
57. ↑  김영균, 《그녀에게 보내는 마지막 선물》, 252-257쪽.
58. ↑  김영균, 《그녀에게 보내는 마지막 선물》, 234쪽.
59. ↑  김영균, 《그녀에게 보내는 마지막 선물》, 267-268쪽.
60. ↑  김영균, 《그녀에게 보내는 마지막 선물》, 285-289쪽.
61. ↑  전형화 (2009년 9월 1일). “장진영, 1일 오후 4시3분 사망..병원 공식발표(2보)”. 스타뉴스. 2014년 9월 26일에 확인함.
62. ↑  박세연 (2009년 9월 4일). “한줌재 돌아간 장진영, 유족품 안겨 영원한 안식처로”. 뉴스엔. 2014년 1월 20일에 확인함.
63. ↑  이정혁, 이예은 (2011년 1월 24일). “[단독]장진영, 작년말 극비리 유해 옮겨…왜?”. 스포츠조선. 2014년 1월 20일에 확인함.
64. ↑  최수학 (2011년 5월 15일). “영화배우 '장진영기념관' 개관”. 한국일보. 2014년 1월 20일에 확인함.[깨진 링크(과거 내용 찾기)]
65. ↑  박임근 (2010년 1월 18일). “진영이 못다 이룬 꿈 후배들이 이뤄주길”. 한겨레. 2014년 1월 20일에 확인함.
66. ↑  전형화 (2010년 11월 4일). “故장진영,고향 품으로..기념관 완공·장학재단 설립”. 스타뉴스. 2014년 1월 20일에 확인함.
67. ↑  이경남 (2013년 8월 28일). “천사가 된 故 장진영, 하늘에서도 이어진 선행 '감동'(동영상)”. enews24. 2014년 2월 1일에 원본 문서에서 보존된 문서. 2014년 1월 20일에 확인함.
68. ↑  윤여수 (2009년 12월 18일). “장진영 남편 “진영이와의 추억 잃기 싫었다””. 동아일보. 2014년 2월 1일에 원본 문서에서 보존된 문서. 2014년 1월 20일에 확인함.
69. ↑  김수진 (2010년 9월 4일). “故 장진영 MBC 스페셜, 시청자 관심↑..시청률8.6%”. 스타뉴스. 2014년 1월 20일에 확인함.
70. ↑  김가희 (2002년 3월 11일). “백상예술대상 13일 개최”. 일간스포츠. 2014년 1월 16일에 원본 문서에서 보존된 문서. 2014년 1월 16일에 확인함.
71. ↑  김병규 (2003년 10월 28일). “대한민국영화대상 부문별 후보작 공개”. 연합뉴스. 2014년 1월 17일에 확인함.
72. ↑  김범석·이인경 (2007년 4월 16일). “[백상예술대상] 영화부문 ‘올해 히어로는 누구?’”. 일간스포츠. 2014년 1월 16일에 원본 문서에서 보존된 문서. 2014년 1월 16일에 확인함.
73. ↑  김지연 (2007년 12월 12일). “김명민·장진영, 촬영감독 선정 '최우수 남녀연기자'”. 스타뉴스. 2014년 1월 16일에 확인함.
74. ↑  김태은 (2007년 12월 31일). “'로비스트' 송일국 장진영, SBS 연기대상 불참”. 스타뉴스. 2014년 7월 19일에 확인함.
75. ↑  배선영 (2009년 11월 11일). “故장진영 “눈물많고 웃음많은 천상여자” 스타일아이콘 특별상 수상”. 뉴스엔. 2014년 1월 16일에 확인함.
76. ↑  특별취재팀 (2009년 12월 2일). “[청룡영화상] 故 장진영, 특별상 수상”. 스포츠조선. 2014년 2월 2일에 원본 문서에서 보존된 문서. 2014년 1월 20일에 확인함.
77. ↑  전상희 (2009년 12월 17일). “'디렉터스 컷 어워드', 고 장진영에 추모패 전달”. 스포츠조선. 2014년 2월 2일에 원본 문서에서 보존된 문서. 2014년 1월 20일에 확인함.

## 참고 자료
- 김영균 (2009), 《그녀에게 보내는 마지막 선물》, 김영사, ISBN 978-89-349-3652-7
- 문화방송 (2010-09-03), MBC 스페셜 (494회) - 장진영의 마지막 1년